# 임춘택
임춘택 (1963년 2월 11일, 林春澤, Chun T. Rim)은 광주과학기술원(GIST)의 교수다.

## 경력
- 기술고등고시 합격 (1984.12)
- ROTC 장교 (소령 예편) (1989~1995)
- 국방과학연구소(ADD) 선임연구원 (1995~2003)
- 청와대 행정관 (국방기획팀장) (2003~2007)
- 한국과학기술원(KAIST) 부교수 (2007~2016)
- 광주과학기술원(GIST) 융합기술원 교수 (2016~2018)
- 한국에너지기술평가원 원장 (2018~2021)
- 국제전기전자학회 석학회원 IEEE Fellow (2020~)
- 광주과학기술원(GIST) 에너지융합대학원 교수 (2021.7~9)
- 에너지경제연구원(KEEi) 원장 (2021.9~2022.12)
- 광주과학기술원(GIST) 전기전자컴퓨터공학과 교수 (2023.1~현재)

## 주요 국내외 활동
- 과학재단 국가인공위성사업 평가위원장 (2008.1, 2009.1)
- 전력전자학회 무선전력전문위원장 (2010.9~2015.1)
- 기획재정부 국방예산자문위원 (2010.6~2013.12)
- 교육개발원 고등교육 미래비전위원회 자문위원 (2011.1~4)
- 대한전기학회 스마트그리드위원회운영위원/전기차충전분과위원장 (2011.10~)
- 전력전자학회 산학협력이사  (2014.1~2016.2)
- 특허법원 전문위원 (2015.9~)
- 국무총리실 국정과제평가지원단 국정과제평가전문위원(2017.11~2018.1)
- 대통령직속 정책기획위원회 국민성장분과 위원 (2017.12~2018.6)
- 한국스마트그리드사업단 당연직 이사 (2018.6.~2021.7)
- 국회기후변화포럼 이사 (2018.8~2019.8)
- 혁신성장협의회 공동대표 (2018.12~2021.7)
- 경제인문사회연구회 기획평가위원회 미래준비분과위원장 (2018.4~2022.4)
- 대통령직속 정책기획위원회 특별위원 (2019.3~2021.7)
- IEEE PE, JESTPE 초빙편집장/편집위원, WoW학술대회 의장 (2013~2019)
- IEEE TPEL 공동편집위원장 (2019~2024)
- IEEE Fellow(석학회원) (2020~현재)
- 특허청 특허 빅데이터 정책 자문위원 (2020.6~2022.6)
- 경제인문사회연구회 감염병 연구회 위원 (2020.7~2020.12)
- 대통령직속 정책기획위원회 한국판 뉴딜 국정자문단 자문위원 (2020.12.4.~2021.7)
- 2050 탄소중립위원회 위원 (2021.5~2022.10)

## 주요 수상경력
- 국회국방위원장상(전체수석졸업, KIT, 1985)
- 육군참모총장 표창(고등군사반 수석졸업, 육군통신학교, 1994)
- 국방부장관 표창(레이다장비 국산화, ADD, 1997)
- 국가안보실장 표창(국방분야국가안보전략 수립, NSC, 2005)
- KAIST 우수강의상(미래전략, KAIST, 2008)
- 한국언론재단 최우수 강의상(과학기술과 국가안보, 한국언론재단, 2008)
- 전력전자학회(KIPE) 우수논문상 (총4건, KIPE, 2010~2015)
- KAIST 기술혁신상 우수상(온라인전기차 원천기술개발, KAIST, 2012)
- 국제전기차기술학술대회(EVTeC) 우수논문상(무선충전기술, 일본, 2014)
- IEEE TPEL 최우수논문상(무선충전 자기차폐 기술, IEEE, 2015)
- IEEE JESTPE 최우수논문상(첨단 무선전기자동차, IEEE, 2016)
- KAIST 대표 연구성과에 선정(세계 최장거리 무선전력전송, KAIST, 2016)
- UAE 세계드론대회 3위 입상 (UAE, 2017)
- 현대기아차 발명대회 대상 수상에 기여 (슬라이딩 도어 무선전력장치기술, 현대기아차, 2017)
- IEEE JESTPE 최우수 초빙편집장 선정 (IEEE JESTPE, 2018)
- 대한민국 봉사 대상 ((사)한국국제연합봉사단, 2019)
- 2020년 국가생산성대회 대통령 표창 (한국생산성본부, 2020)
- IEEE 밀란 요바노비치상 수상 (2025)

## 주요 저서
- 임춘택 외1, KAIST/기술고시 입시 가이드 (청운출판사, 1985)
- 공저(16인), “우리는 과학을 디자인 한다” (가나출판사, 1996)
- 공저, “평화번영과 국가안보” (국가안전보장회의, 2004)
- 공저(9인), “대통령 보고서” (위즈덤하우스, 2007)
- 편저(11인), “2030년, 미래전략을 말한다” (이학사, 2011)
- 편저(11인), “미래를 생각한다, 2013+5” (비즈니스맵, 2012)
- 공저(13인), “카이스트, 미래를 여는 명강의 2014” (푸른지식, 2013)
- 공저(16인), “카이스트, 미래를 여는 명강의 2015” (푸른지식, 2014)
- 공저(100인), “대한민국 국가미래전략 2015” (이콘, 2014)
- 공저(14인), “국회로 간 KAIST” (심북스, 2015)
- 공저(120인), “대한민국 국가미래전략 2016” (이콘, 2015)
- 공저(8인), “카이스트, 미래를 여는 명강의 2016” (푸른지식, 2015)
- 공저(17인), “MESIA 新산업 추격전략” (지식공감, 2016)
- 임춘택, “Phasor Power Electronics” (Springer, p.249, 2016)
- 공저, “Energy Systems for Electric and Hybrid Vehicles” Chapter10: Move-and-charge technology for electric vehicles (IET book, 2016)
- 임춘택, Chris Mi, “Wireless Power Transfer for Electric Vehicles and Mobile Devices” (Wiley, 2017)
- 공저(7인), “에너지로 바꾸는 세상 지속가능한 미래를 위하여” (한국에너지정보문화재단, 2019)
- 공저(14인), “포용한국으로 가는길” (시사저널사, 2021)
- 공저(5인     ) "환경의 역전" (메디치미디어, 2021)